# Thomas Hanselmann
Thomas Hanselmann (* 21. April 1976 in Vaduz) ist ein ehemaliger liechtensteinischer Fussballspieler.

## Karriere

### Verein
In seiner Jugend spielte Hanselmann für den FC Triesenberg. Später schloss er sich dem FC Balzers an, für den er bis zu seinem Wechsel 1995 zum FC Vaduz aktiv war. Mit dem Hauptstadtklub wurde er 1996 Liechtensteiner Cupsieger. Zur folgenden Saison kehrte er zum FC Balzers zurück, bevor er im Jahr 2000 einen Vertrag beim Schweizer Fünftligisten Chur 97 unterschrieb. 2003 verpflichtete ihn sein Jugendverein FC Triesenberg. Nach einer Station beim FC Triesen wechselte er 2008 erneut zum FC Balzers, für den er dann bis zu seinem Karriereende 2010 aktiv war.

### Nationalmannschaft
Hanselmann gab sein Länderspieldebüt in der liechtensteinischen Fussballnationalmannschaft am 20. April 1994 beim 1:4 gegen Nordirland im Rahmen der Qualifikation zur Fussball-Europameisterschaft 1996, als er in der 65. Minute für Christian Matt eingewechselt wurde. Bis 2001 war er insgesamt 25 Mal für sein Heimatland im Einsatz.

## Erfolge
FC Vaduz
- Liechtensteiner Cupsieger: 1996